# Porto Covo
Porto Covo es una de las dos freguesias del municipio de Sines, con 48,73 km² de área y 1116 habitantes (2001). Densidad: 22,9 hab/km². La Isla de Pessegueiro, com su fuerte forma geográficamente parte del territorio de la freguesia de Porto Covo.

## Historia
La freguesia de Porto Covo fue engendrada el 31 de diciembre de 1984 por la desanexión con la freguesia de Sines y es la única con el mismo nombre.

## Patrimonio

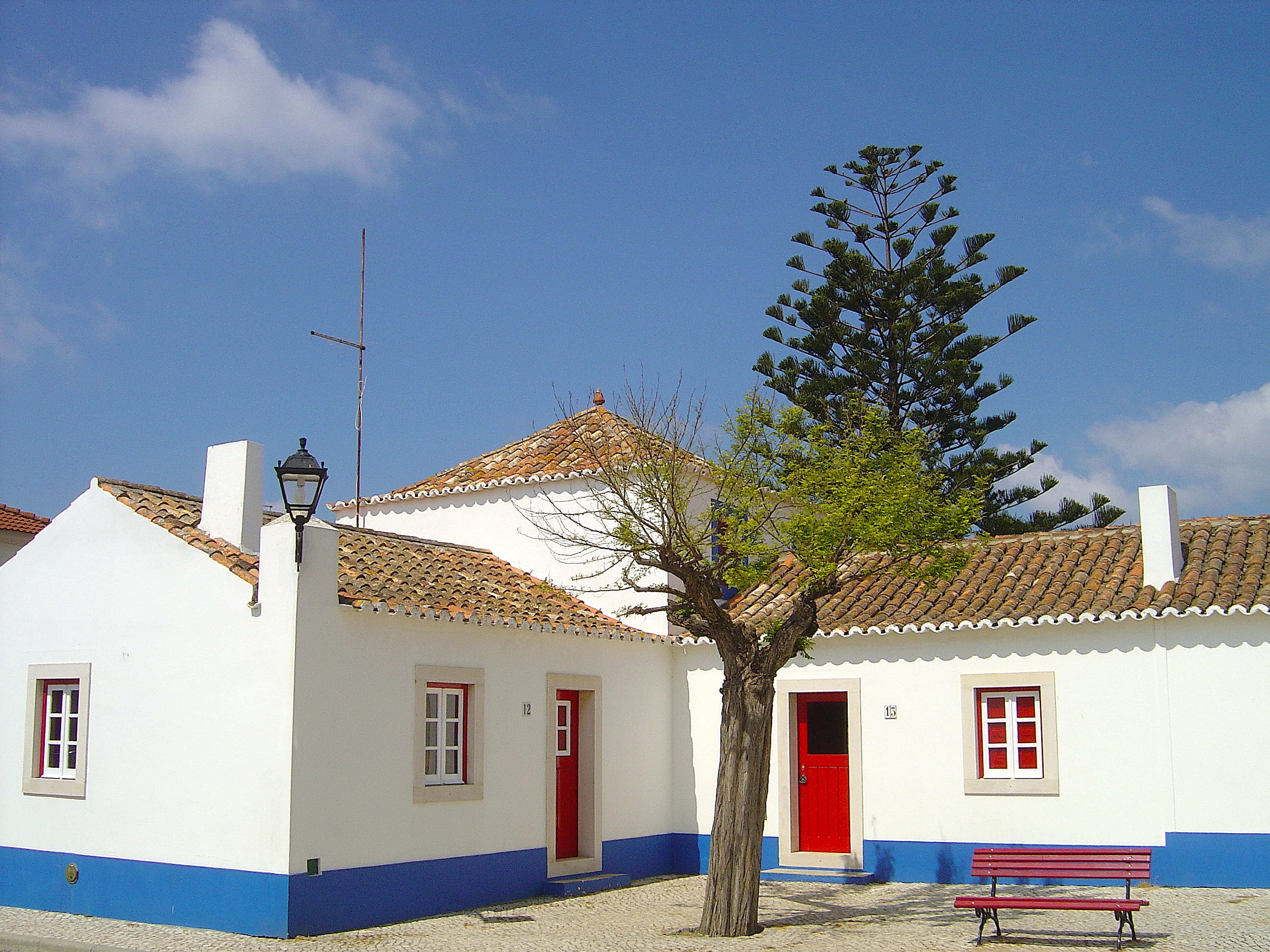
Porto Covo.

- Herdade do Pessegueiro
- Plaza del Marqués de Pombal

## Playas de Porto Covo

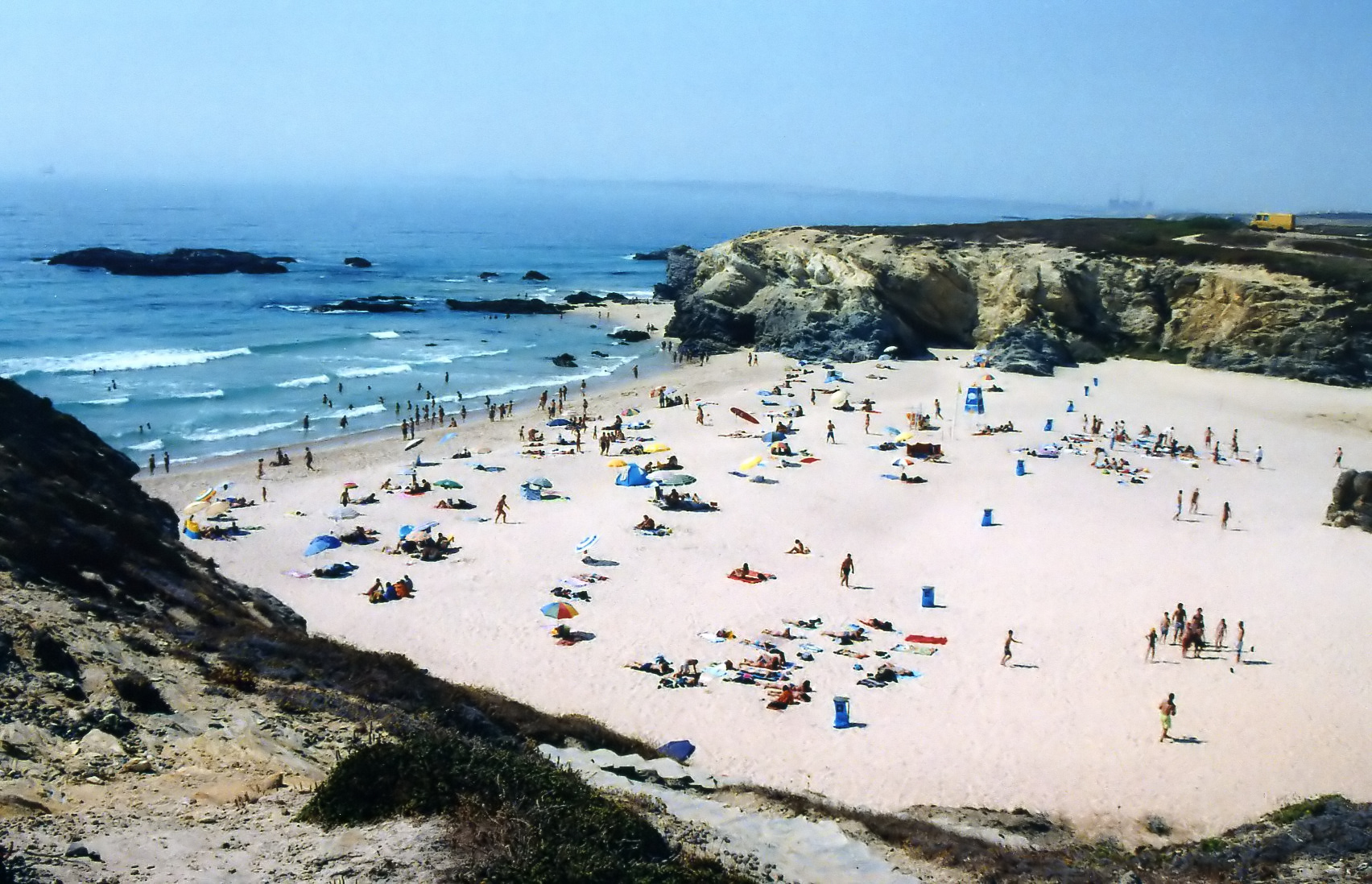
Praia Grande de Porto Covo.

En la aldea de Porto Covo existe una Praia Grande situada cerca de 160 kilómetros de Lisboa y es una de las más solicitadas por los locales y los turistas, es considerada por algunos como una playa urbana de los turistas de Lisboa.
Otras playas:
- Praia do Espingardeiro
- Praia Pequena
- Praia dos Búzios.

Son pequeñas playas de arena en una costa recortada por acantilados, que generan ambientes espaciosos junto con otros más recoletos.

## Curiosidades
Una canción de Rui Veloso toma el nombre de esta freguesia.